# Oliebol
Oliebol é uma massa frita em formato de bola, típica dos Países Baixos. Oliebollen são tradicionalmente consumidas na Holanda na véspera de Ano Novo, mas podem ser encontradas durante o ano todo em barracas de quermesse e feiras na Holanda e na Bélgica. Durante os últimos meses do ano, a receita é vendida em barracas montadas especialmente para a preparação e venda da iguaria. 

## Características e preparação
A massa é geralmente feita de farinha, ovos, fermento e leite morno, ou leitelho. Cerveja também costuma ser utilizada no lugar do fermento, por conter levedura. A massa é deixada crescer por no mínimo uma hora, para que se torne suficientemente leve e aerada. Oliebollen são preparadas adicionando-se a quantia equivalente a duas colheres de sopa (ou uma colher de sorvete) de massa a uma panela com óleo quente, deixando as esferas fritarem até ficarem douradas. É comum que passas sejam adicionadas à massa.
Outros ingredientes podem ser adicionados à massa das oliebollen, substituindo as passas ou junto delas; os ingredientes mais comuns são gengibre, cascas de laranja e frutas cristalizadas, e pedaços de maçã ou cranberry. Há variações modernas da receita que são salgadas, e incluem ingredientes como bacon, queijo e carne de peixe.
Oliebollen são frequentemente servidas com açúcar de confeiteiro pulverizado na superfície. 

## Origem

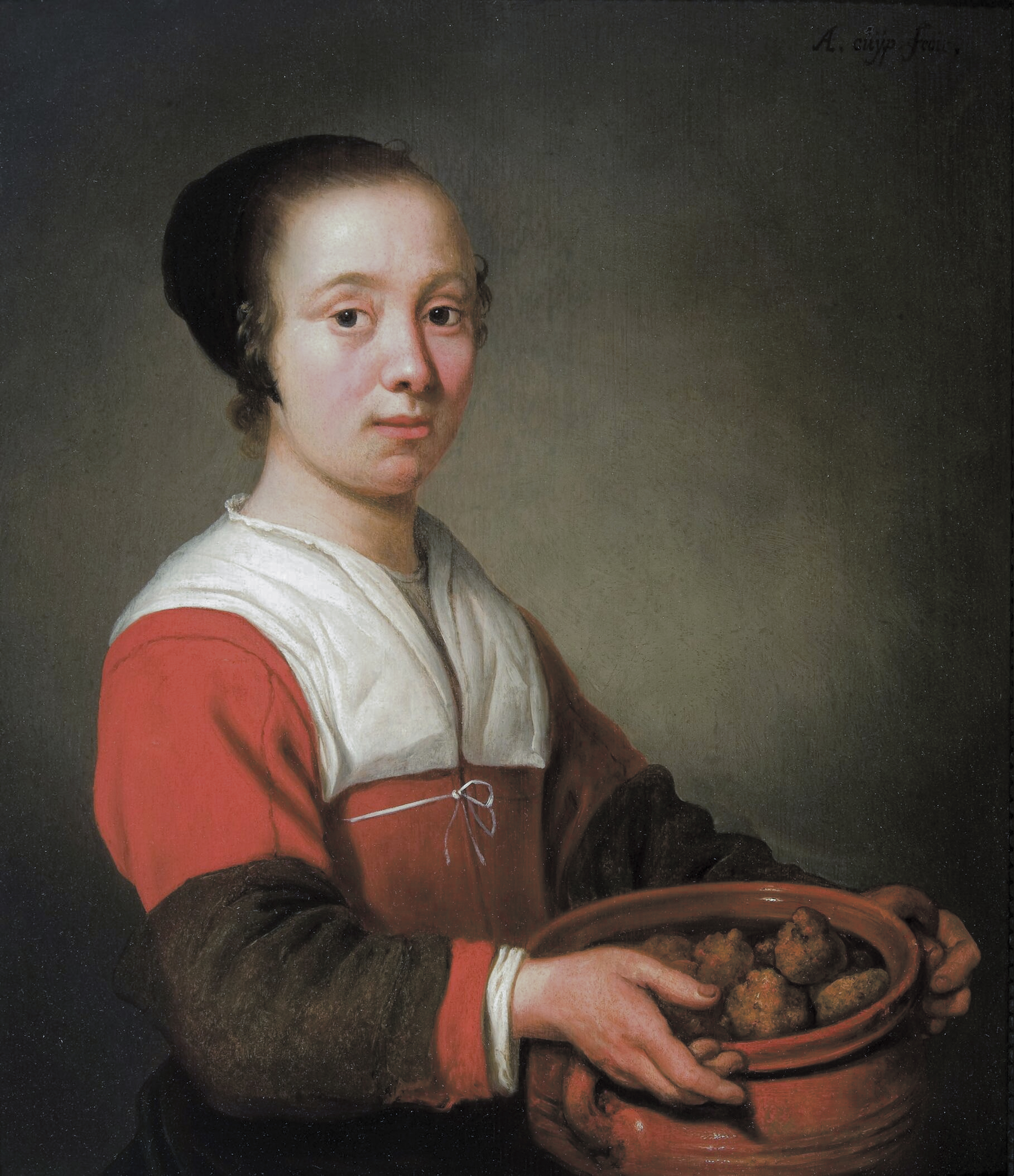
Vrouw met schaal oliebollen (Cuyp, c. 1652)

A origem das oliebollen não é clara, mas acredita-se que tenham começado a ser preparadas ainda na Idade Média. É possível que a receita tenha sido criada por germânicos que habitavam as regiões que hoje são a Batávia e a Frísia, e era preparada em oferecimento em rituais de adoração a Pehta. De acordo com pesquisas do Nederlands Centrum voor Volkscultuur (Centro Holandês de Cultura Folclórica), a origem geográfica da receita é nas proximidades do que hoje são os Países Baixos. Outra possibilidade é que a oliebol tenha sido criada originalmente em Portugal, e teria sido levada aos Países Baixos por meio de judeus portugueses que fugiam da Inquisição Espanhola. Em Portugal, já era registrada a preparação de uma receita similar que continha frutas secas em sua massa.                   
Durante séculos, o termo oliekoek foi utilizado para se referir ao que hoje é conhecido como oliebol. A tela de 1652 Vrouw met schaal oliebollen, do pintor Aelbert Cuyp, apresenta oliebollen de aparência muito similar às atuais. O termo oliebol só foi se popularizar durante o século XIX, e foi oficialmente registrado como termo na edição de 1868 do dicionário Van Dale, um dos mais importantes da língua neerlandesa. Apesar disso, o Woordenboek der Nederlandsche taal de 1896 ainda menciona oliekoek como o termo mais utilizado. No entanto, a partir do início do século XX, o termo oliebol se torna o único mencionado.
 

Uma das receitas mais antigas das oliebollen data de 1668. Ela leva uvas passas e amêndoas em sua composição.